# 1846
1846. је била проста година.

## Догађаји

### Фебруар
- 4. фебруар — Први мормонски пионири су започели свој егзодуз из Новуа у Илиноису на запад према долини Солт Лејк.
- 10. фебруар — Војска Британске источноиндијске компаније је поразила војску краљевства Сика у бици код Собраона, пресудној бици Првог англо-сикског рата.
- 20. фебруар — Пољски устаници су подигли устанак у Слободном граду Кракову који је Аустријско царство угушило девет дана касније.

### Јун
- 15. јун — Орегонски споразум је утврдио 49. паралелу као границу између САД и Канаде, од Стеновитих планина до мореуза Хуан де Фука.

### Септембар
- 23. септембар — Немачки астроном Јохан Готфрид Гале открио је планету Нептун.

### Октобар
- 16. октобар — Први пут изведен већи оперативан захват под наркозом када је амерички хирург Џон Колинс Варен употребио етар као анестезију приликом уклањања тумора пацијенту у општој болници Масачусетсу у Бостону.

## Рођења

### Септембар
- 21. септембар — Светозар Марковић, српски публициста, политичар и социјалиста.

### Октобар
- 27. октобар — Мита Ракић, српски књижевник. (†1890).

### Децембар
- 9. децембар — Јован Грчић Миленко, српски песник и доктор медицине. († 1875)